# Мыслец (посёлок)
Мысле́ц (чув. Мисчĕ) — посёлок в Шумерлинском районе Чувашской Республики Российской Федерации. До 2021 года входил в состав Краснооктябрьского сельского поселения.

## География
Находится в юго-западной части Чувашии на расстоянии приблизительно 5 км на восток по прямой от районного центра города Шумерля.

## История
Поселок возник в 1912 году в связи со строительством железной дороги Арзамас-Сергач-Шихраны (Канаш), получил свое название от ближайшей лесной деревни Мыслец. На станции еще сохранились до сих пор первые бараки для строителей. В 1919 году к югу от железной дороги для нужд вагоностроения был построен лесопильный завод. В начале 1920-х годов в поселок начался приток людей на этот завод. В 1930-х годов поселок стал расти более интенсивно в связи с расширением разработок леса, проводимых Шумерлинским леспромхозом.

## Население
| 2010 | 2012 |
| ---- | ---- |
| 295  | ↗357 |

Население составляло 383 человека (чуваши 51 %, русские 41 %) в 2002 году, 357 в 2010.

## Инфраструктура
Мыслецкий ФАП.

## Транспорт
В посёлке находится остановочный пункт Мыслец Горьковской железной дороги, где останавливаются две пары пригородных электропоездов, курсирующих ежедневно между Шумерлей и Канашом.